# Reja (arquitectura)

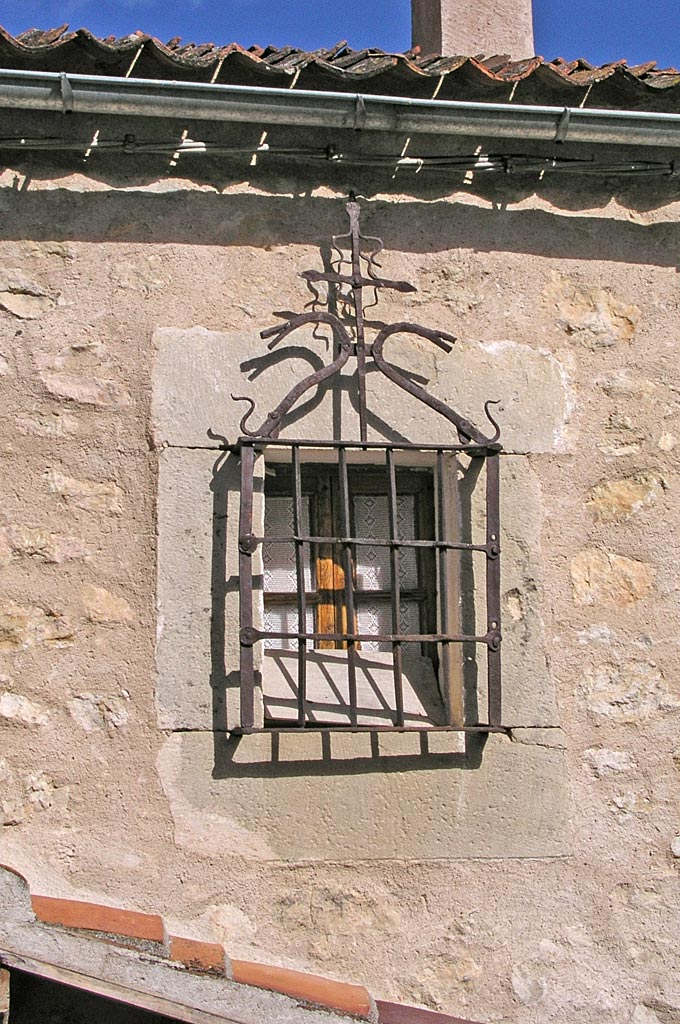
Reja tradicional con detalles zoomorfos en Prádena, Segovia.

Reja o enrejado (del italiano «grata», y este del latín «porta regĭa») es un elemento arquitectónico de metal o madera usado como cerramiento de ventanas u otras aberturas y para proteger o separar espacios (en el arte cristiano: capillas, coros, etc.). Las primitivas rejas de barrotes fueron evolucionando artísticamente en la herrería y la cerrajería formando diversas formas y figuras, componiendo estructuras o dibujos enlazados. Su función puede ser doble: como protección de seguridad o como adorno, y su objeto es permitir la visión entre los dos espacios que separa o aísla.

## Origen histórico
En la antigüedad, griegos, romanos y egipcios bizantinos usaron el bronce como material para el cerramiento de puertas, ventanas, huecos y otros espacios, y como protección en sus templos de los tesoros de culto en exhibición. Roma, siempre pragmática, expandió el uso la reja de hierro en prisiones, circos y anfiteatros. En España, el Museo Arqueológico de Sevilla muestra una reja procedente del anfiteatro de Itálica, considerada la más antigua de las rejas españolas conservadas.

### Siglos XI al XIII
El tráfico de reliquias tras las Cruzadas desarrolló toda una industria de seguridad en iglesias, abadías y catedrales para proteger tesoros del cristianismo, como las de la Santa Fe en la iglesia abacial de Sainte Foy de Conques, las de Santa Orosia en la Jaca de Sancho Ramírez, o en la Basílica de San Vicente (Ávila), las de los mártires Vicente, Sabina y Cristeta (una reja que aún conserva las ruedecillas que facilitarían su desplazamiento); y en muchos otros puntos de las rutas jacobeas.
Era característico en las rejas románicas del sur de Europa el recurso de la unión de todos los conjuntos de espirales, que forman una unidad decorativa (compuesta de una o varias varillas), con grapas o presillas a los montantes, evitando así las soldaduras. También son emblemáticos los motivos decorativos de las varillas principales: diferentes tipos de roleo (siendo el más frecuente el de sencillas "ces" invertidas o afrontadas, con o sin decoración entre ellas), motivos en forma de "ese" y de corazón invertido, además de los —más frecuentes— motivos vegetales, hojas o flores, o los sorprendentes y misteriosos diseños zoomorfos (como en la iglesia románica de Santa María de Iguácel).  
Un estudio de la doctora Llüisa Amenós plantea la posibilidad de que casi todas las iglesias románicas dispusiesen originalmente de rejas de hierro cerrando el Altar Mayor, el coro y las diversas capillas laterales, pero que probablemente fueron vendidas o reutilizadas durante el periodo gótico.
Algunas rejas dignas de mención en el territorio español son, en el marco del arte románico, las que cerraban los ábsides de la Catedral de Jaca, en Aragón, las de la Catedral de Pamplona. Y entre los tesoros de la rejería de ventanas: las de la Catedral Vieja de Salamanca, las de San Cipriano y Santiago del Burgo en Zamora, las de Santa María del Mercado o San Isidoro en León, o las de Mansilla de la Sierra en La Rioja.

### Siglos XV al XVII
El esplendor de la rejería gótica española se aprecia con firmeza en las rejas del coro y de algunas capillas en las catedrales de Barcelona, Pamplona, Teruel, Toledo y Sevilla.
La rejería del plateresco español repitió pautas del periodo anterior pero transformando los barrotes cilíndricos o cuadrados en series de esbeltos balaustres y recargando aún más los frisos, remates y cresterías del conjunto con repujados de gusto renacentista. También solían preservarse de la herrumbre recurriendo a las técnicas de dorado, plateado, y pavonado (color negro azulado). Entre las rejas monumentales platerescas en el territorio español se cuentan, por mencionar tan solo las principales: 
- la de la capilla de los Reyes Católicos en Granada (gótico-plateresca);[5]
- la del condestable en la catedral de Burgos;
- las del coro y presbiterio de las catedrales de Toledo, Sevilla y Zaragoza.

El herreriano dejó rastro de su severidad en la "ferrería" artística. Pueden anotarse no obstante las rejas del coro y capilla mayor de la catedral de Sigüenza. Posteriores trabajos de interés fueron también: parte de la rejería incorporada a la catedral burgalesa durante el siglo XVII, y en el siglo XVIII, la del coro de la catedral de Segovia y la de la capilla de los Reyes en la de Sevilla.

## Clasificación y uso actual
El armazón de una reja se compone generalmente de barras metálicas que luego pueden verse unidas o complementadas por varillas trabajadas de forma circular o con especial diversidad, en función de la fantasía del herrero.
Se pueden clasificar según varios criterios. El más elemental es distinguir las que son fijas (adosadas o embutidas en la ventana) de las desmontables, como por ejemplo las rejas de ballesta, que se pliegan y abaten. En general las más seguras son las rejas fijas embutidas, seguidas de las adosadas y finalmente las desmontables, que tienen perfiles más ligeros y en bastantes ocasiones dejan los medios de fijación accesibles. Habiendo evolucionado tecnológicamente los sistemas de seguridad, hoy en día se prefieren las abatibles (menos claustrofóbicas) y se aprecia más la estética de la reja que su resistencia o seguridad.

## En la literatura

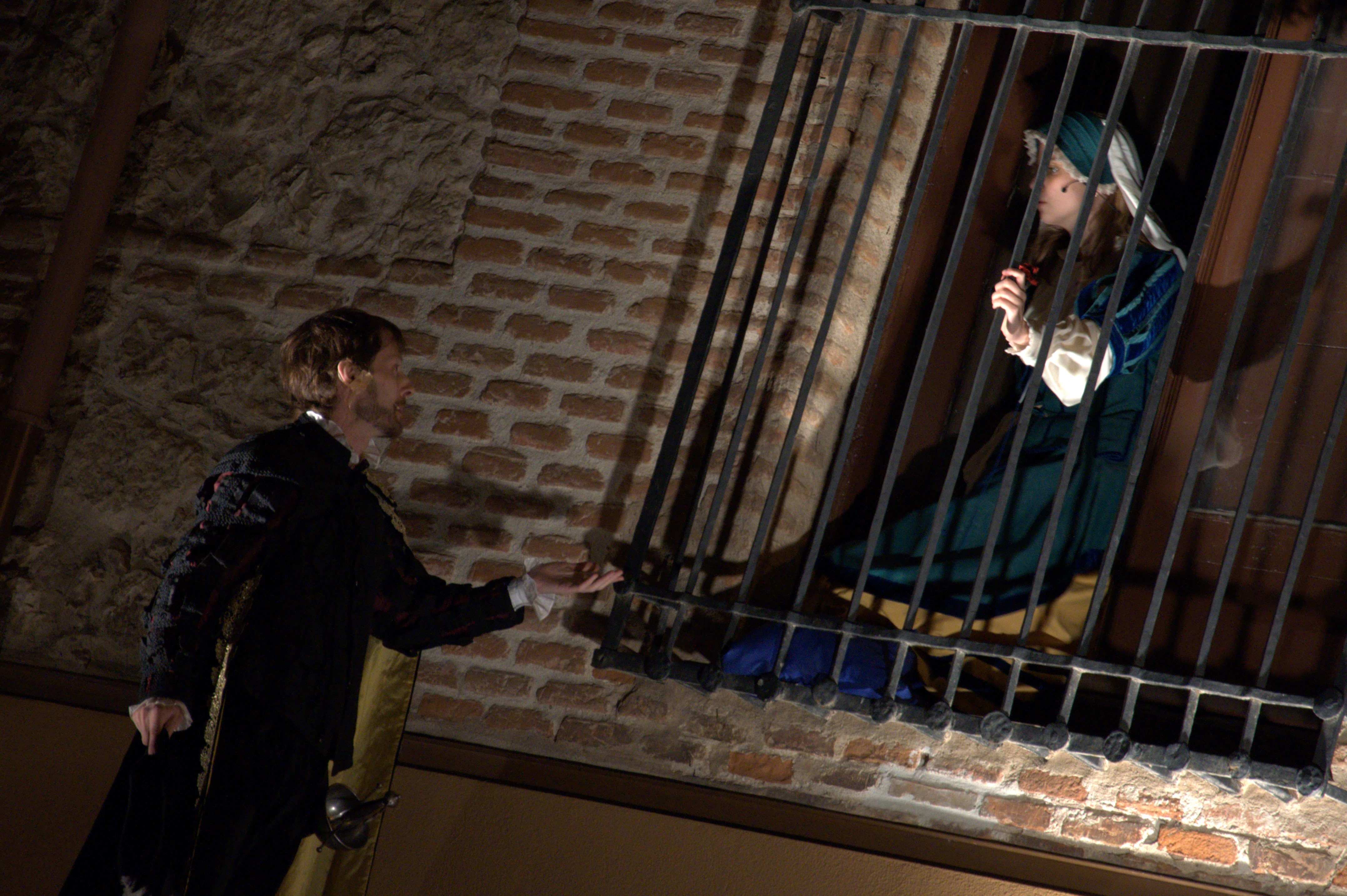
La escena de la reja en una representación al aire libre del Tenorio Mendocino, en el Palacio de la Cotilla de Guadalajara (España).

La ventana enrejada, los dichos y refranes que hablan de ella y su simbolismo aluden al protagonismo que este elemento arquitectónico ha tenido en la literatura universal y muy especialmente en la española e hispanoamericana. El teatro del Siglo de Oro abunda en escenas "de reja", como las populares del Tenorio.